# Tolmačenje
Tolmačenje je ustno prevajanje. V grobem se deli na simultano tolmačenje in na konsekutivno tolmačenje.

### Prevodoslovje
Prevodoslovje zajema sistematično preučevanje teorije, opis in uporabo jezikovnega tolmačenja in prevajanja.

### Tolmačenje
Tolmačenje je proces posredovanja govorjenega ali znakovnega jezika med govorci različnih jezikov. Deli se na simultano, oziroma istočasno in na konferenčno, oziroma konsekutivno tolmačenje. 
V profesionalnem svetu označuje prenos sporazumevanja iz oblik enega jezika v enakovredno ali približno inačico oblike drugega jezika, medtem ko je prevod dejanski rezultat tolmačenja, to je sporočilo, ki je preneseno v govorno, znakovno, pisno ali drugo obliko jezika. To ločevanje je pomembno, saj prepreči nastanek nepotrebne zmede.
Tolmač je oseba, ki pretvori misel ali izraz izhodiščnega jezika v izraz primerljivega pomena ciljnega jezika, bodisi simultano, oziroma istočasno bodisi konsekutivno, to je po končanemu govoru stranke. Vloga tolmača je prenesti vsak semantični element (ton in register), vsak namen in vsak vtis sporočila, ki ga govorec izhodiščnega jezika nameni poslušalcu ciljnega jezika.

### Simultano tolmačenje
Med simultanim prevajanjem tolmač prenese sporočilo v ciljni jezik tako hitro, kolikor hitro ga utegne oblikovati iz izhodiščnega jezika, medtem ko izhodiščni govorec še naprej govori. Tolmač simultanega verbalnega prevajanja sedi v zvočno izolirani kabini in govori v mikrofon, medtem pa jasno vidi in prek slušalk tudi sliši govorca izhodiščnega jezika.
Simultan prevod je prenos v ciljni jezik poslušalcev prek njihovih slušalk. Simultano prevajanje pa je tudi pogosta metoda, uporabljena pri tolmačih znakovnega jezika. Kljub temu da govorec uporablja specifični jezik (sporočilo lahko tvori bodisi slišeča bodisi gluha oseba), ga mora tolmač v neposredni časovni bližini posredovati prejemniku ciljnega jezika.
Uvod v simultano tolmačenje in prvo zaposlitev te vrste predstavlja Nürnberški proces, ki je bil izveden v štirih uradnih delovnih jezikih.

### Konsekutivno tolmačenje
V okviru konsekutivnega tolmačenja tolmač govori po govoru govorca izhodiščnega jezika. Govor je razdeljen v segmente. Tolmač stoji poleg govorca izhodiščnega jezika, ga posluša in si zapisuje stvari med potekom samega govora. Ko govorec naredi premor ali neha govoriti, tolmač prenese delčke sporočila ali celotno sporočilo v ciljni jezik.
Konsekutivni prevod je prenesen kot kratki konsekutivni prevod ali dolgi konsekutivni prevod. V prvem primeru se tolmač zanaša na spomin, predpogoj pa je, da je vsak segment sporočila tako kratek, da si ga lahko zapomni. V dolgem konsekutivnem prevodu si tolmač dela zapiske, ki so mu v pomoč med prevajanjem dolgih izhodiščnih segmentov. Ti neformalni delitvi sta sklenjeni v dogovoru s stranko pred samo izvedbo prevoda, glede na vsebino, težavnostno stopnjo ter namen prevoda.
Glej tudi
- sodni tolmač